# Pyrellia spinthera
Pyrellia spinthera är en tvåvingeart som beskrevs av Jacques-Marie-Frangile Bigot 1878. Pyrellia spinthera ingår i släktet Pyrellia och familjen husflugor. Inga underarter finns listade i Catalogue of Life.